# Myriosclerotinia sulcatula
Myriosclerotinia sulcatula är en svampart som beskrevs av T. Schumach. & L.M. Kohn 1985. Myriosclerotinia sulcatula ingår i släktet Myriosclerotinia och familjen Sclerotiniaceae.  Arten är reproducerande i Sverige. Inga underarter finns listade i Catalogue of Life.